# 嗜虫霉属
嗜虫霉属（学名：Amoebophilus）为旋体霉科的一个属，是一种以变形体（阿米巴原虫）为宿主的寄生生物。
美国生物学家约瑟夫·莱迪是第一个观察到嗜虫霉属的人，他于1874年报告了他的这项发现，但他当时将隶属嗜虫霉属下的生物误认为是变形体的一部分，还以此作为鉴别新物种的依据。直到1910年，法国生物学家皮埃尔·奥古斯丁·丹格尔德才正式确认嗜虫霉属是一种以变形体为宿主的寄生生物，而非变形体的一部分。

## 下属物种
- Amoebophilus caudatus P.A. Dang.
- Amoebophilus dangeardii K. Miura
- Amoebophilus korotneffii P.A. Dang.
- Amoebophilus penardii P.A. Dang.
- Amoebophilus sicyosporus Drechsler
- Amoebophilus simplex G.L. Barron